# Хосейн Али Монтазери
Хосейн Али Монтазери (на персийски: حسین علی منتظری‎) е виден ирански духовник и политик.
Роден е през 1922 г. в Наджаф Абад, провинция Есфахан, Иран.
Той е сред малкото шиитски духовници с титлата велик аятолах и сред ръководителите на ислямската революция в Иран през 1978 – 1979 г. Монтазери е бил определен да наследи нейния водач велик аятолах Рухолах Хомейни, но малко преди смъртта на последния изпада в немилост и остава до своята смърт един от най-известните дисиденти в Иран. Така начело на Иран застава Али Хаменеи.

## Дисидент
След като изпада в немилост, той е освободен от всички официални постове. Неговите синове са многократно арестувани, многобройни негови привърженици са преследвани и убити, а неговото висше училище многократно е опустошавано. До последно той посочва, че след революцията в Иран авторите на Конституцията, сред които е и той, не са възнамерявали да създават религиозна диктатура, основана на исляма. Според Монтазери властта трябва винаги да се съобразява с исляма, но самата власт произлиза и се легитимира – дори в ислямска република, от народа.
Между 1997 и 2003 г. е държан под домашен арест заради критиките му срещу иранското духовенство и изказаните съмнения относно легитимността на духовния лидер на Иран Али Хаменеи. Той е и сред опонентите на сегашния ирански президент Махмуд Ахмадинеджад и духовен ментор на опозицията след президентските избори през 2009 г. За безредиците, последвали изборите в страната, Монтазери заявява, че „може да доведат до свалянето на режима“. На 12 юли 2009 г. Монтазери издава фатва във връзка с президентските избори:
| „     | Ако някой светски и религиозен ръководител пренебрегне задълженията си и злоупотреби с доверието на хората, то той автоматично се счита за свален. Ако той се опита със сила, лъжи и измама да се задържи на власт, то вярващите са длъжни с всички позволени от закона средства да го свалят. Никой вярващ не може под какъвто и да е претекст да се оттегли от това задължение... Ако правителството няма подкрепата на народа, то то не е легитимно да го управлява. | “ |
| [ 3 ] | |   |

До своята смърт Монтазери заедно с великия аятолах Али ас-Систани (от Наджаф, Ирак) и аятолах Хосейн Каземейни Боруджерди има най-високата репутация на религиозни теми в Иран. Неговото погребение е съпроводено от десетки и дори (според някои източници) стотици хиляди поклонници, реформатори, противници на режима и участници в сблъсъци със силите за сигурност и паравоенни религиозни милиции. Вечерната молитва след погребението е отменена от негов син заради окупирането на джамията от религиозната паравоенна Басидж-милиция, ръководена от сина на Али Хаменеи. В официалните новини за смъртта на великия аятолах по иранската национална телевизия не се споменава религиозната титла на Монтазери.